# (29409) 1996 VW5
1996 في دابليو 5 (ويعرف أيضًا باسم (29409) 1996 في دابليو 5 وفق تسمية الكوكب الصغير) (بالإنجليزية: 1996 VW5)‏؛ هو كويكب ضمن حزام الكويكبات.
اكتُشف هذا الجُرم الفلكي بواسطة تاكاو كوباياشي في 14 نوفمبر 1996، وترتيبه 29409 من حيث الاكتشاف.

## الوصف
اكتُشف 294091996VW في 14 نوفمبر 1996 في مرصد أويزومي الفلكي، الواقع في أويزومي، محافظة غونما في اليابان، بواسطة عالم الفلك الياباني تاكاو كوباياشي. وقد رصد المشروع 1,403 مشاهدة للكويكب إلى غاية 5 فبراير 2022 بتوقيت منطقة المحيط الهادئ، أي في مدة قدرها 9,121 يومًا (25.0 عام). تستغرق الفترة المدارية للكويكب 1,900 يومًا (5.2 عام).

## الخصائص المدارية
يتميز مدار هذا الكويكب بنصف محور رئيسي يبلغ 3 وحدة فلكية، وحضيض قدره 2.6 وحدة فلكية، وانحراف قدره 0.135 وزاوية ميلان 14.1 درجة بالنسبة لمسار الشمس. بسبب هذه الخصائص، أي نصف المحور الرئيسي بين 2 و3.2 وحدة فلكية وحضيض أكبر من 1,666 وحدة فلكية، يُصنف هذا الجُرم الفلكي وفقًا لقاعدة بيانات مختبر الدفع النفاث لأجرام النظام الشمسي الصغيرة كائنًا من حزام الكويكبات الرئيسي.

## وصلات خارجية
- (29409) 1996 VW5 في قاعدة بيانات مختبر الدفع النفاث لأجرام النظام الشمسي الصغيرة

- الاكتشاف · مخطط المدار ·  العناصر المدارية · المعلمات المادية

- (29409) 1996 VW5 على موقع ويكي سكاي: DSS2, SDSS, GALEX, IRAS, Hydrogen α, X-Ray, Astrophoto, Sky Map, Articles and images